# Orri Óskarsson
Orri Steinn Óskarsson (Reykjavik, 29 augustus 2004) is een IJslands voetballer die doorgaans speelt als spits. In augustus 2024 verruilde hij FC Kopenhagen voor Real Sociedad. Óskarsson maakte in 2023 zijn debuut in het IJslands voetbalelftal. Zijn vader is voetbaltrainer Óskar Hrafn Þorvaldsson en zijn zus is voetbalspeelster Emelía Óskarsdóttir.

## Clubcarrière
Óskarsson speelde in de jeugd van Grótta en mocht bij die club op dertienjarige leeftijd zijn debuut maken in het eerste elftal, toen zijn vader hoofdtrainer was. Hij promoveerde uit de 2. deild en werd met Grótta een jaar later kampioen van de 1. deild. Hij scoorde vier keer in vijftien competitiewedstrijden. FC Kopenhagen kwam in november 2019 overeen met Grótta om de spits over te nemen in de zomer van 2020.
Bij Kopenhagen maakte hij zijn professionele debuut tijdens de laatste speelronde van het seizoen 2021/22, tegen Aalborg BK. Kopenhagen stelde de Deense landstitel veilig door met 3–0 te winnen door goals van Hákon Arnar Haraldsson, Lukas Lerager en Ísak Bergmann Jóhannesson. Óskarsson mocht van coach Jess Thorup achttien minuten voor het einde van de reguliere speeltijd invallen voor Haraldsson. Een paar dagen na zijn debuut tekende de IJslander een nieuw contract bij de club. Aan het begin van het volgende seizoen speelde hij vier competitiewedstrijden, waarna hij voor een half seizoen verhuurd werd aan SønderjyskE. Na zijn terugkeer was Óskarsson goed voor tien competitiedoelpunten in het seizoen 2023/24.
De jaargang erop begon hij met vijf doelpunten in de eerste zes speelrondes. Hierop werd Óskarsson voor een bedrag van circa twintig miljoen euro overgenomen door Real Sociedad, waar hij zijn handtekening zette onder een verbintenis voor de duur van zes seizoenen. Met deze overgang werd hij de duurste uitgaande transfer ooit van FC Kopenhagen.

## Clubstatistieken
| Seizoen | Club          | Competitie       | Competitie | Competitie | Beker | Beker | Internationaal | Internationaal | Totaal | Totaal |
| Seizoen | Club          | Competitie       | Wed.       | Dlp.       | Wed.  | Dlp.  | Wed.           | Dlp.           | Wed.   | Dlp.   |
| ------- | ------------- | ---------------- | ---------- | ---------- | ----- | ----- | -------------- | -------------- | ------ | ------ |
| 2018    | Grótta        | 2. deild         | 3          | 3          | 0     | 0     | —              | —              | 3      | 3      |
| 2019    | Grótta        | 1. deild         | 12         | 1          | 0     | 0     | —              | —              | 12     | 1      |
| 2021/22 | FC Kopenhagen | Superligaen      | 1          | 0          | 0     | 0     | 0              | 0              | 1      | 0      |
| 2022/23 | FC Kopenhagen | Superligaen      | 4          | 0          | 2     | 1     | 2              | 0              | 6      | 1      |
| 2022/23 | → SønderjyskE | 1. division      | 12         | 4          | 2     | 1     | —              | —              | 14     | 5      |
| 2023/24 | FC Kopenhagen | Superligaen      | 27         | 10         | 3     | 2     | 11             | 3              | 41     | 15     |
| 2024/25 | FC Kopenhagen | Superligaen      | 6          | 5          | 0     | 0     | 6              | 2              | 12     | 5      |
| 2024/25 | Real Sociedad | Primera División | 3          | 0          | 0     | 0     | 0              | 0              | 3      | 0      |
| Totaal  | Totaal        | Totaal           | 68         | 23         | 7     | 4     | 19             | 5              | 94     | 32     |

Bijgewerkt op 20 september 2024.

## Interlandcarrière
Óskarsson maakte zijn debuut in het IJslands voetbalelftal op 8 september 2023, toen een kwalificatiewedstrijd voor het EK 2024 gespeeld werd tegen Luxemburg. Namens dat land scoorden Maxime Chanot, Yvandro Borges Sanches en Danel Sinani, terwijl voor IJsland alleen Hákon Arnar Haraldsson doel wist te treffen: 3–1. Óskarsson moest van bondscoach Åge Hareide op de reservebank beginnen en hij mocht in de rust invallen voor Sævar Ali Magnússon. Zijn eerste interlanddoelpunt maakte hij op 13 oktober van datzelfde jaar, ook tegen Luxemburg. Nu mocht hij in de basis beginnen en hij opende in de eerste helft de score. Het werd uiteindelijk 1–1 door een gelijkmaker van Gerson Rodrigues.
| Interlands van Orri Óskarsson voor IJsland | Interlands van Orri Óskarsson voor IJsland | Interlands van Orri Óskarsson voor IJsland | Interlands van Orri Óskarsson voor IJsland | Interlands van Orri Óskarsson voor IJsland | Interlands van Orri Óskarsson voor IJsland | Interlands van Orri Óskarsson voor IJsland |
| №                                          | Datum                                      | Wedstrijd                                  | Uitslag                                    | Competitie                                 | Goals                                      |                                            |
| Als speler bij FC Kopenhagen               | Als speler bij FC Kopenhagen               | Als speler bij FC Kopenhagen               | Als speler bij FC Kopenhagen               | Als speler bij FC Kopenhagen               | Als speler bij FC Kopenhagen               | Als speler bij FC Kopenhagen               |
| ------------------------------------------ | ------------------------------------------ | ------------------------------------------ | ------------------------------------------ | ------------------------------------------ | ------------------------------------------ | ------------------------------------------ |
| 1                                          | 8 september 2023                           | Luxemburg – IJsland                        | 3 – 1                                      | EK 2024 kwalificatie                       |                                            |                                            |
| 2                                          | 11 september 2023                          | IJsland – Bosnië en Herzegovina            | 1 – 0                                      | EK 2024 kwalificatie                       |                                            |                                            |
| 3                                          | 13 oktober 2023                            | IJsland – Luxemburg                        | 1 – 1                                      | EK 2024 kwalificatie                       | 23'                                        |                                            |
| 4                                          | 16 oktober 2023                            | IJsland – Liechtenstein                    | 4 – 0                                      | EK 2024 kwalificatie                       |                                            |                                            |
| 5                                          | 16 november 2023                           | Slowakije – IJsland                        | 4 – 2                                      | EK 2024 kwalificatie                       | 17'                                        |                                            |
| 6                                          | 19 november 2023                           | Portugal – IJsland                         | 2 – 0                                      | EK 2024 kwalificatie                       |                                            |                                            |
| 7                                          | 21 maart 2024                              | Israël – IJsland                           | 1 – 4                                      | EK 2024 kwalificatie                       |                                            |                                            |
| 8                                          | 26 maart 2024                              | Oekraïne – IJsland                         | 2 – 1                                      | EK 2024 kwalificatie                       |                                            |                                            |
| Als speler bij Real Sociedad               |                                            |                                            |                                            |                                            |                                            |                                            |
| 9                                          | 6 september 2024                           | IJsland – Montenegro                       | 2 – 0                                      | Nations League 2024/25                     | 39'                                        |                                            |
| 10                                         | 9 september 2024                           | Turkije – IJsland                          | 3 – 1                                      | Nations League 2024/25                     |                                            |                                            |

Bijgewerkt op 20 september 2024.

## Erelijst
| Competitie    |        |         |        |        |
| Competitie    | Aantal | Jaren   |        |        |
| Grótta        | Grótta | Grótta  | Grótta | Grótta |
| ------------- | ------ | ------- | ------ | ------ |
| 1. deild      | 1      | 2019    |        |        |
| FC Kopenhagen |        |         |        |        |
| Superligaen   | 1      | 2021/22 |        |        |